# Борис Джонсон
Александер Бо́рис де Феффел-Джонсон (англ. Alexander Boris de Pfeffel Johnson; нар. 19 червня 1964) — британський політик та колишній журналіст; колишній прем'єр-міністр Великої Британії (2019—2022). Колишній міністр закордонних справ Британії (2016—2018), один із лідерів кампанії за вихід Великої Британії з ЄС, колишній міністр тіньового кабінету міністрів опозиції, колишній мер Лондона (2008—2016). На парламентських виборах 2015 року Джонсон був обраний членом парламенту, водночас продовжував виконувати обов'язки мера Лондона до травня 2016 року. Почесний громадянин Одеси та Києва.
З 24 липня 2019 року до 6 вересня 2022 року обіймав посаду прем'єр-міністра Великої Британії та голови Консервативної партії. 2019 року під його лідерством Консервативна партія набрала 43,6 % голосів на парламентських виборах — найкращий результат для будь-якої партії за останні чотири десятиліття. За його прем'єрства Велика Британія формально вийшла з Європейського Союзу, і Джонсон очолював країну протягом перехідного періоду. Одним із ключових викликів його прем'єрства стала боротьба Британії з пандемією COVID-19.
Після повномасштабного вторгнення РФ до України зайняв проукраїнську позицію, підтримав антиросійські санкції.

## Життєпис
Борис Джонсон народився у Нью-Йорку, де в той час працював його батько, Стенлі Джонсон, однак незабаром родина повернулася до Лондона, де мати Бориса, художниця Шарлотта Джонсон Вол, мала закінчувати навчання в Оксфорді. В родині Стенлі Джонсона та його першої дружини, Шарлотти, було четверо дітей, Борис найстарший. Стенлі Джонсон — колишній депутат Європейського парламенту, також працював у Європейській комісії та Світовому банку.
Борис Джонсон є прямим правнуком міністра внутрішніх справ Османської імперії Алі Кемаля від його першої дружини, Вініфред Брун, яка померла від пологової гарячки в 1909 році, після народження сина Османа Вілфреда Кемаля. Подружжя також мало сина Ленселота Беодара (Lancelot Beodar), який помер у Швейцарії у віці 18 місяців від кашлюку, та дочку Сельму (Celma). У 1912 році Алі Кемаль повернувся до Оттоманської Імперії, у 1919 році три місяці був міністром внутрішніх справ, виступав проти військового перевороту, наказав заарештувати Кемаля Ататюрка, і був страчений 6 листопада 1922. Його дітей, Османа Вілфреда та Сельму, виховувала їхня англійська бабуся, Марґарет Брун (до шлюбу Джонсон). Вони взяли її дошлюбне прізвище. Ось так Осман Алі Вілфред Кемаль (рідний прадід Бориса Джонсона) отримав ім'я Вілфред Джонсон (англ. Wilfred Johnson).
Борис Джонсон має у Туреччині родичів, які є нащадками його прадіда та його дружини-туркені Сабіхи, тому через своє походження є популярною постаттю у Туреччині.
У дитинстві Борис Джонсон отримав значні пошкодження слуху, йому зробили кілька операцій. Навчався спочатку в Європейській школі Брюсселя, в Ітонському оледжі та в Оксфордському університеті, де вивчав класичну літературу. В університеті його обрали президентом студентської спілки. Завдяки його походженню та впливовим батькам, дехто сприймає Бориса Джонсона як представника британської еліти (вищого класу)[джерело?].
Перший шлюб Борис Джонсон узяв 1987 року з Аллегрою Мостін-Овен, але подружнє життя не тривало довго й подружжя розлучилося 1993 року. Того ж року він одружився з Мариною Вілер, юристкою та журналісткою за фахом. Родини Вілер і Джонсона ще до шлюбу протягом десятиліть підтримували дружні стосунки, зокрема Марина Вілер раніше навчалася в Європейській школі в Брюсселі разом з Джонсоном. У шлюбі народилося четверо дітей. У травні 2021 року Борис Джонсон одружився з Керрі Саймондс, яка у квітні 2020 року народила сина, в грудні 2021 року — доньку, 5 липня 2023 року — ще одного сина.

## Журналістська діяльність
Журналістську кар'єру Борис Джонсон розпочав з посади кореспондента-стажера в газеті Таймс, але пропрацював там лише один рік. З газети його було звільнено за фальсифікацію цитати його хрещеного батька, Коліна Лукаса, який пізніше став віцеканцлером Оксфордського університету. Певний період Джонсон працював у газеті Wolverhampton Express & Star, але 1987 року його взяли до The Daily Telegraph. У Брюсселі він працював кореспондентом і помічником редактора цієї газети з 1989 до 1999 рр. З 1994 до 1995 рр. Джонсон також працював політичним оглядачем у газеті Spectactor, а з 1999 року до 2005 — вже редактором.
Статті Джонсона часто мали сенсаційний характер, нерідко викликали суперечки. Пізніше його журналістський доробок використовуватимуть його опоненти, його слова часто вириватимуть з контексту або навіть пародіюватимуть його журналістський «сенсаційний» стиль.
Джонсон є автором кількох книг, серед яких  «Фактор Черчилля», «Омріяний Рим», «Колонка Джонсона», «Позичте мені ваші вуха» і «В мене є для вас погляди». Крім публіцистичних робіт, він також опублікував у 2004 року роман: «Сімдесят дві діви». Іншу книгу, «Нова британська революція», було написано після його обрання мером Лондона. За журналістську працю Джонсона висували на Премію Британської телевізійної академії. Як продюсер Джонсон сприяв виходу в 2006 року серії документальних фільмів «Мрія про Рим», у якому порівнюється Римська імперія та сучасний Європейський Союз.

## Політична діяльність

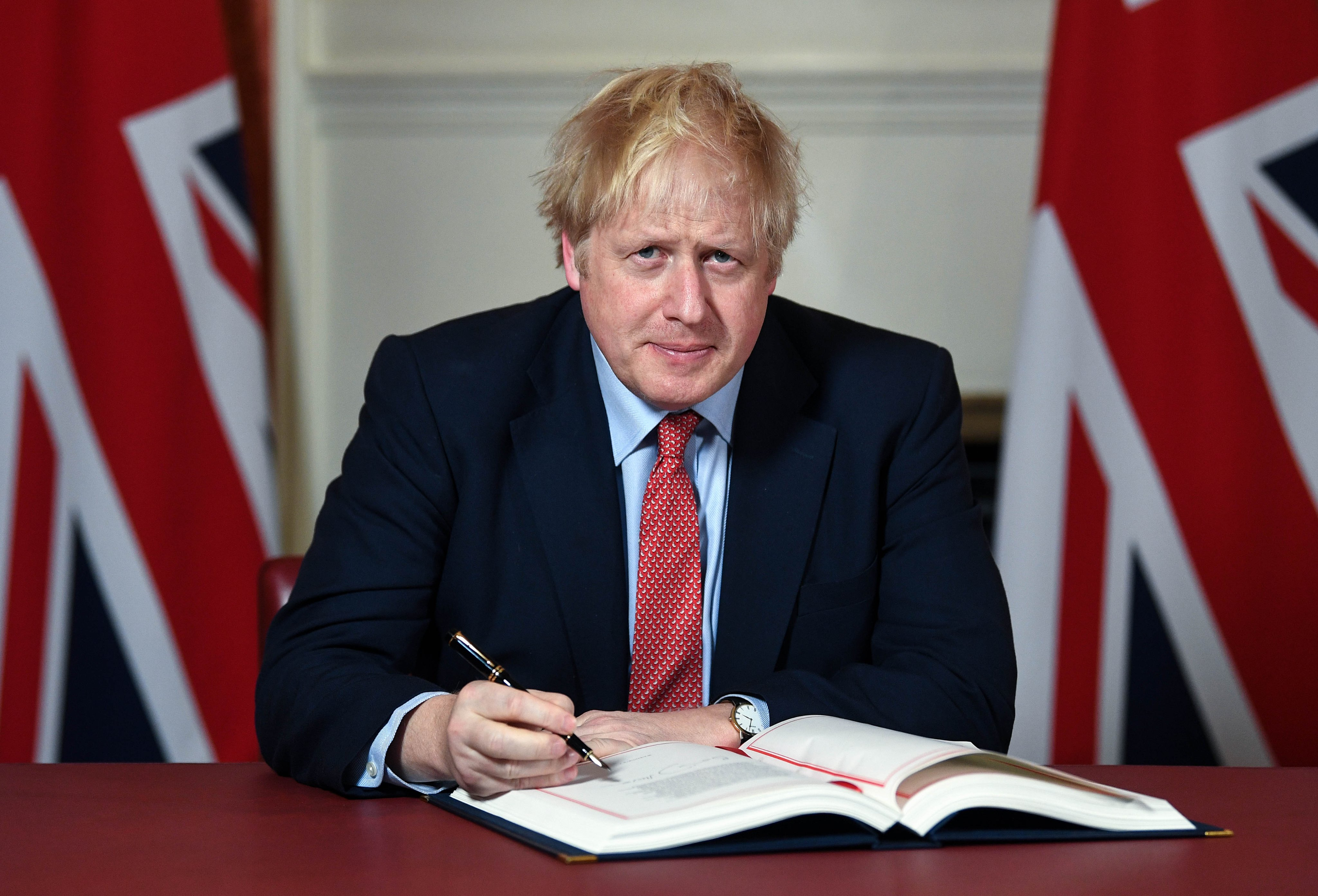
Підписання документу про вихід Британії з ЄС

1997 року Джонсон узяв активну участь у безпосередньому політичному житті країни — був кандидатом на парламентських виборах у виборчому окрузі Клевід-Сауз, однак зазнав поразки. Однак вже 2001 року йому вдалося обратися до Палати громад парламенту від виборчого округу Генлі-на-Темзі. Перебіг своєї передвиборчої кампанії Джонсон описав у книзі «Друзі, виборці, земляки: нотатки на пні». 2004 року його було призначено міністром культури у тіньовому кабінету опозиції. Після інтенсивної партійної кампанії у листопаді 2003 року Джонсона було призначено віцепрезидентом Консервативної партії Великої Британії.
З усіх цих посад в Консервативній партії Джонсона було звільнено в листопаді 2004 року після того, як його звинуватили у брехні щодо позашлюбних зв'язків з однією із співробітниць газети The Spectator. Хоча сам Джонсон ніколи не визнавав ці звинувачення, його звільнили через те, що переконливі, на думку однопартійців, докази брехні в пресі шкодили цілій партії. Однак з обранням нового лідера консерваторів Девіда Камерона Джонсона знову призначили міністром освіти тіньового кабінету опозиції.
Незабаром після призначення у тіньовий кабінет Джонсон оголосив про намір боротися за крісло мера Лондона на виборах 2008 року. У своїй кампанії Джонсон сконцентрувався здебільшого на передмістях столиці, де консерватори мали значну підтримку. Його перемогу 1 травня 2008 року над мером від Лейбористської партії Кеном Лівінгстоном оглядачі пояснювали передусім вдалою передвиборчою кампанією і великою явкою виборців у передмістях столиці.
9 липня 2018 року пішов у відставку з посади міністра закордонних справ Великої Британії.
Обіймав посаду голови Консервативної партії та прем'єр-міністра Великої Британії з 24 липня 2019 до 6 вересня 2022 року. Як стало відомо в листопаді 2019-го, Консервативна партія Бориса Джонсона отримала пожертви від восьми росіян і одного вихідця з України, яких видання The Times пов'язує з російським режимом. Серед них Олександр Темерко (колишній віцепрезидент ЮКОС, пожертвував 1,2 млн фунтів), Любов Чернухіна (дружина колишнього заступника міністра фінансів РФ Володимира Чернухіна, пожертвувала 450 тис. фунтів), Євген Лебедєв (син Олександра Лебедєва, що володіє лондонською газетою Evening Standard).

## Прем'єр-міністр
2019 року, коли Тереза Мей визнала провал у побудові плану виходу Британії з Євросоюзу і заявила про свою відставку, Джонсон вирішив балотуватися на посаду прем'єр-міністра. 24 липня Борис офіційно став прем'єр-міністром країни після того, як на зустрічі в Букінгемському палаці Єлизавета II попросила його сформувати новий склад уряду. Є прихильником виходу Великої Британії з ЄС і одним із найскандальніших політиків.
Із прем'єрством Джонсона привітав президент США Дональд Трамп, назвав «хорошою людиною» і додав, що його називають «британським Трампом».
27 липня Джонсон уперше провів переговори з Трампом: обговорили ситуацію в Ірані та домовилися про зустріч на саміті Великої сімки.
13 грудня 2019 року Консервативна партія Бориса Джонсона отримала 364 голоси та покращила свій результат на 47 місць. Їхні головні конкуренти — Лейбористська партія — втратила 59 місць і отримала 203 голоси.
Через понад три роки після референдуму, 31 січня 2020 р. о 23:00 за Гринвічем, Велика Британія офіційно вийшла з Європейського Союзу. Британія була членом ЄС протягом 47 років.
Борис Джонсон різко засуджує вторгнення Росії в Україну. 6 березня 2022 року він заявив, що світові лідери повинні докласти всіх зусиль до гарантування, що жахливе вторгнення Росії в Україну припиниться. «Путін повинен зазнати поразки, і його поразка у цьому акті агресії повинна бути видима. Нашими суддями будуть не майбутні історики, а народ України», — сказав Джонсон.
27 квітня Джонсон заявив, що якщо Росія використає проти України зброю масового ураження, Британія може завдати ядерний удар у відповідь.
8 травня голова англійського уряду заявив, що Британія надасть Україні додаткову військову підтримку в 1,6 млрд доларів.
27 травня Борис Джонсон запропонував Зеленському створити альтернативний ЄС союз, який би очолила Британія і який би протистояв Росії. До нього також мали б увійти Естонія, Польща, Латвія та Литва.
6 червня Джонсон отримав вотум довіри у парламенті. За це проголосували 58,8 % членів консервативної партії, при цьому 41,2 % голосували проти його керівництва. Для збереження своєї посади Джонсону було необхідно набрати щонайменше половину та один голос представників партії на свою підтримку, тобто як мінімум 180 голосів. Голову уряду підтримали 211 депутатів, 148 були проти.
Наступного дня Джонсон виступив проти того, щоб Зеленського примушували підписати поганий мир з Москвою. За його словами, Британія залишиться на «передовій» підтримки України в боротьбі з російською агресією.
26 червня 2022 року Джонсон заявив, що має намір залишитись главою британського уряду до середини наступного десятиліття, щоб побити рекорд Маргарет Тетчер. Голова уряду сказав, що хоче піти на третій термін і залишитись на посаді до середини 2030-х років, щоб забезпечити собі час для зменшення регіональної економічної нерівності Великої Британії та реформувати британську правову та імміграційну системи.
7 липня того ж року Джонсон заявив, що йде з посади голови уряду й лідера Консервативної партії, однак виконуватиме повноваження голови уряду й партії до обрання нового. Він наголосив, що Велика Британія продовжить підтримувати Україну. Раніше Джонсон не збирався йти у відставку з посади глави уряду на тлі внутрішньополітичних скандалів і масових відставок. Масові відставки в Кабміні Великої Британії сталися через скандал із Крісом Пінчером, заступником головного організатора керівної Консервативної партії в Палаті громад, якого таблоїди звинуватили в залицянні до чоловіків на вечірці в лондонському клубі. У своє виправдання Пінчер заявив, що випив зайвого. На тлі цього Джонсону пригадали вечірку під час пандемії коронавірусу, а також те, що він знав про уподобання Пінчера. Того ж дня Джонсон провів телефонну розмову з Зеленським, зізнався Україні в любові та подякував за дружбу.
Перед відставкою англійські соцопитування показували, що близько 70 % британців не задоволені діяльністю Бориса Джонсона.
5 вересня перед відставкою Джонсон назвав надання життєво важливої підтримки Україні у війні проти Росії одним із досягнень на посаді голови уряду Великої Британії. Також він відзначив завершення Brexit.

### Міжнародні візити
За час свого прем'єрства Борис Джонсон здійснив
- По одному візиту до Фінляндії, Індії, Ірландії, Італії, Люксембургу, Оману, Руанди, Саудівської Аравії, Іспанії та Швеції.
- Два візити до Естонії, Франції, Польщі, ОАЕ та США.
- По чотири візити до України та Німеччини.
- П'ять візитів до Бельгії.

## Covid-19
27 березня 2020 року в Бориса Джонсона було підтверджено Covid-19. Після чого він самоізолювався на Даунінг-стріт 10, де розташована резиденція прем'єр-міністра. Звідти він продовжив свою роботу. 5 квітня Джонсона було госпіталізовано, оскільки у прем'єр-міністра зберігалися постійні симптоми коронавірусу через 10 днів після позитивного результату тесту на вірус. Виконувати обов'язки замість Джонсона продовжив міністр закордонних справ Домінік Рааб, його заздалегідь призначили на такий випадок. 6 квітня його було переведено у реанімацію. 10 квітня його перевели з реанімації у звичайну палату, а вже 12 квітня його виписали з лікарні, після чого він продовжив відновлюватися після хвороби у своїй заміській резиденції. Через 15 днів, 27 квітня Борис Джонсон повернувся на роботу, остаточно поборовши Covid-19.
Згодом Джонсон в інтерв'ю «The Sun» розповів, що коли стан його здоров'я погіршився, його оточенню довелося готуватися до, як він висловився, «сценарію, подібного до фільму „Смерть Сталіна“». Лікарі, як сказав британський прем'єр, готувалися до найгіршого, обговорювалася можливість підключення Джонсона до апарату штучної вентиляції легенів, і в якийсь момент, за словами політика, ймовірність цього становила 50 %. Джонсон розповів, що з кожним днем хвороби все більше втрачав надію: «Я не розумів, чому мені не стає краще». «Весь цей час я думав про те, чи вдасться мені вибратися. Я усвідомив, що від коронавірусної інфекції немає ліків», — зазначив прем'єр.

## Візити до України

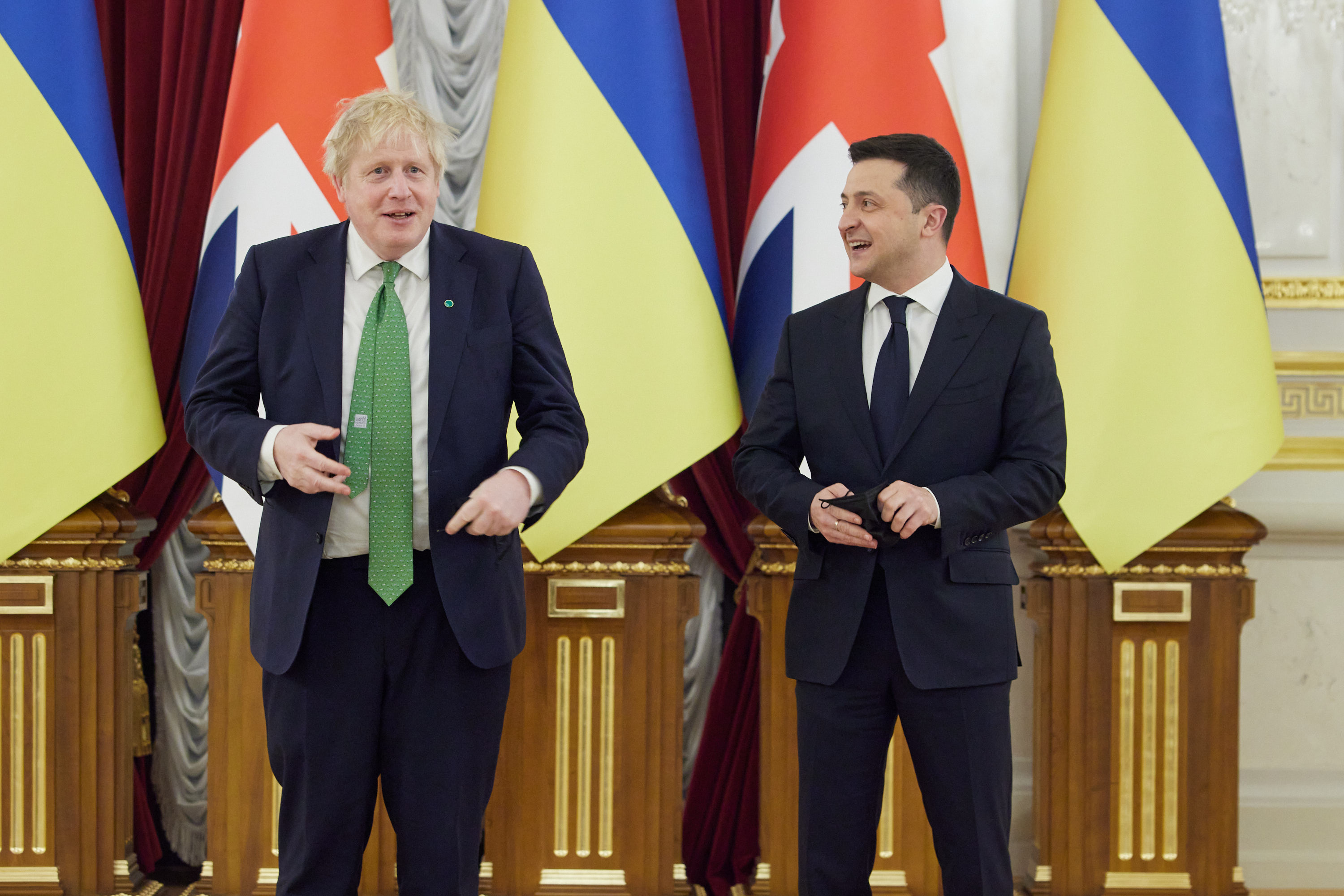
Борис Джонсон та Володимир Зеленський, 2 лютого 2022 року

1 лютого 2022 року Борис Джонсон уперше з офіційним візитом прибув до України, де відбулися зустрічі-перемовини з Президентом України.
9 квітня 2022 року голова уряду Британії вдруге з офіційним візитом прибув до Києва та зустрівся з президентом Володимиром Зеленським. Джонсону символічно подарували півника васильківської майоліки (автор — Бідасюк Прокіп Якович), що став символом стійкості під час російського вторгнення в Україну. Після візиту в Україну українці почали називати Джонсона «Джонсонюком», зокрема через те, що той підписується у соцмережах, як Джонсон ЮК.
17 червня того ж року Борис Джонсон знову з неоголошеним візитом відвідав Київ. На зустрічі обговорювалось постачання Україні важкого озброєння і систем ППО, посилення санкцій проти Росії та гарантії безпеки. Також Джонсон від імені британського уряду запропонував програму навчання українських військових на території Великої Британії. За його словами, протягом 4-х місяців може бути натреновано близько 10-ти тисяч солдат. Крім того, Зеленський показав Джонсону Михайлівський Собор та меморіал загиблим воїнам на Сході України.
24 серпня в День Незалежності України Борис Джонсон з офіційним візитом відвідав Київ та зустрівся з українським президентом Володимиром Зеленським. За словами Джонсона, він пишається тим, що Британія надала Україні більше зброї, ніж будь-яка інша європейська країна. Під час неоголошеного візиту до Києва Джонсон повідомив про виділення Україні нового пакету фінансової допомоги у 54 мільйони фунтів стерлінгів.
Загалом за час свого прем'єрства Джонсон відвідав Україну тричі під час російського вторгнення і один раз до нього, що більше кількості його візитів до США, Канади, Індії тощо.

## Ставлення до Росії
Борис Джонсон заявив, що попри вторгнення Росії до України, він залишається русофілом і захоплюється російською культурою. Про це він сказав в інтерв'ю для українського телемарафону. «Я досі русофіл. Я досі захоплююся мовою, культурою, російською цивілізацією. Тільки дурень не буде захоплюватися», — сказав він.
Джонсон сказав, що російський народ неоднозначно підтримує війну, але це не повинно перешкоджати прихильникам російської культури продовжувати цей інтерес.

## Вшанування

### В Україні
Вулиці

Мурал на честь Бориса Джонсона у Кривому Розі

- 27 травня 2022 року у місті Покров Дніпропетровської області вулицю Лізи Чайкіної перейменували на вулицю Бориса Джонсона.[71]
- 10 червня 2022 року у місті Новомосковськ Дніпропетровської області вулицю Леваневського перейменували на вулицю Бориса Джонсона[72].
- 22 липня 2022 у місті Хуст Закарпатської області вулицю Льва Толстого перейменували на вулицю Бориса Джонсона[73]
- 25 липня 2022 року у селі Корніївка Київської області вулицю Гагаріна перейменували на вулицю Бориса Джонсона.[74]
- 28 вересня 2022 року у селі Фонтанка Одеської області вулицю Маяковського перейменували на вулицю Бориса Джонсона.[75]

## Відзнаки
- 1 липня 2022 року Борис Джонсон отримав звання почесного громадянина Одеси[76].
- 24 серпня 2022 року у Києві на Алеї сміливості встановили дошку з ім'ям Бориса Джонсона.
- 24 серпня 2022 року Президент України Володимир Зеленський вручив Джонсону Орден Свободи.[77]
- 5 жовтня 2022 — отримав звання Почесного доктора (Doctor Honoris Causa) від вченої ради Львівського університету ім. Франка.[78]
- 24 листопада 2022 — Борис Джонсон став почесним громадянином Києва.[79]

## Нагороди
- Орден Свободи (Україна, 23 серпня 2022) — за визначні особисті заслуги у зміцненні українсько-британського міждержавного співробітництва, підтримку державного суверенітету та територіальної цілісності України[80]

## Українські переклади
- Борис Джонсон. Фактор Черчилля. Як одна людина змінила історію. Перекладач Юрій Гірич. Vivat, 2019. 400 с. (Серія Біографії та мемуари). ISBN 978-966-942-796-0

Boris Johnson. The Churchill Factor: How One Man Made History. Hodder & Stoughton, 2014. 432 p. ISBN 978-1444783056
- Борис Джонсон. Омріяний Рим. Перекладач Борис Превір / Vivat, 2020. 256 с. (Серія Історія та політика). ISBN 978-966-942-855-4 / Мрію про Рим плекають як можливість досягти злагоди, процвітання та ефективної взаємодії народів, які могли б на тлі різних пріоритетів і політичних мотивів віднайти ідею спільності та мирного співіснування

Boris Johnson. The Dream of Rome. HarperCollins, 2006. 288 p. ISBN 0-00-722441-9, OCLC 67865987